# یوان بنیاهیا
یوان بنیاهیا (انگلیسی: Yoan Benyahya؛ زادهٔ ۲۶ مهٔ ۱۹۸۷) بازیکن فوتبال اهل فرانسه است.
از باشگاه‌هایی که در آن بازی کرده‌است می‌توان به باشگاه فوتبال نیم المپیک اشاره کرد.